# Eric Knight
Eric Knight (ur. 10 kwietnia 1897 w Yorkshire, zm. 15 stycznia 1943 w Surinamie) – amerykański pisarz angielskiego pochodzenia, autor powieści o psie Lassie. 

## Życiorys
Urodził się w Yorkshire, ale w dzieciństwie wiele czasu spędzał w Afryce Południowej, gdzie jego ojciec zajmował się handlem diamentami. Po śmierci ojca matka ponownie wyszła za mąż, za Amerykanina, dlatego jako 15-latek przeniósł się do Massachusetts w USA. 
W czasie I wojny światowej służył w Armii Kanadyjskiej. Później studiował sztukę w National Academy of Design w Nowym Jorku, a także pracował jako reporter gazety i hollywoodzki scenarzysta, współpracując m.in. z Frankiem Caprą. W 1932 roku Eric Knight i jego żona Jere Knight zakupili farmę w Pensylwanii, na której hodowali psy m.in. owczarki szkockie collie.
Pierwsza powieścią, jaką napisał, była Song on Your Bugles (1936) o klasie robotniczej w północnej Anglii. Jego This Above All jest uważana za jedną z ważniejszych powieści o II wojnie światowej. Powieść Lassie, wróć! została wydana w 1940 roku, a w 1943 nakręcono jej pierwszą adaptację z udziałem m.in. 10-letniej Elizabeth Taylor. 
W 1943 roku, Eric Knight zginął w wypadku samolotowym w pobliżu Paramaribo w Gujanie Holenderskiej (obecnie Surinam), gdzie służył w Siłach Specjalnych Armii Stanów Zjednoczonych w stopniu majora.

## Publikacje
- Lassie, wróć!
- Sam Small lata znowu – zbiór opowiadań
- Song on Your Bugles.